# Slapshot
A Slapshot amerikai hardcore punk/punk rock együttes. 1985-ben alakultak meg Bostonban, a Negative FX, a DYS, a Terminally Ill és a Decandence zenekarok tagjai alkotják.
Az együttes sűrű tagcseréken esett át, jelenleg négy taggal rendelkeznek. Korábban olyan tagok alkották, akik korábban már játszottak punkegyüttesekben, így a műfajjal foglalkozó magazinok már a hivatalos megalakulásuk előtt pozitívan beszéltek róluk. A műfaj legtöbb képviselőjével ellentétben ők 24 dalból álló demófelvételt adtak ki, a megszokott 8 és 16 számot tartalmazók helyett. Az összes albumuk között tagcserék történtek, amely szintén különlegességnek számít. Lemezkiadójuk: Taang Records.

## Tagok
- Jack Kelly (Negative FX, Last Rights)
- Steve Risteen (Terminally Ill)
- Mark McKay (Terminally Ill)
- Jonathan Anastas (Decandence, DYS)

## Diszkográfia
- Back on the Map (1986)
- Same Mistake EP (1988)
- Step on It (1988)
- Firewalker EP (1990)
- Sudden Death Overtime (1990)
- Blast Furnace (1993)
- Live at SO36 (1993)
- Unconsciousness (1994)
- Slapshot / Ignite (1994)
- 16 Valve Hate (1995)
- Olde Tyme Hardcore (1996)
- Greatest Hits, Slashes and Crosschecks (2001)
- Digital Warfare (2003)
- The New England Product Session EP (2003)
- Tear It Down (2005)
- I Believe EP (2012)
- Slapshot (2014)
- Make America Hate Again (2018)